# Éder Carbonera
Eder Carbonera (ur. 19 sierpnia 1983 roku w Farroupilha) – brazylijski siatkarz, reprezentant kraju, grający na pozycji środkowego a od sezonu 2025/2026 jako atakujący.

## Sukcesy klubowe
Mistrzostwo Brazylii:
- 2006, 2008, 2009, 2010, 2014, 2015, 2016, 2024[3]
- 2002, 2007, 2017, 2019
- 2003, 2013, 2022[4]

Puchar Brazylii:
- 2007, 2014, 2016, 2017

Klubowe Mistrzostwa Ameryki Południowej:
- 2009, 2014, 2016
- 2010, 2015
- 2025[5]

Klubowe Mistrzostwa Świata:
- 2013, 2015

Superpuchar Brazylii:
- 2015, 2018

Superpuchar Niemiec:
- 2020

Mistrzostwo Niemiec:
- 2021

## Sukcesy reprezentacyjne
Mistrzostwa Świata Kadetów:
- 2001

Mistrzostwa Świata Juniorów:
- 2003

Puchar Świata:
- 2007

Liga Światowa:
- 2007, 2009
- 2011, 2013, 2014, 2016, 2017

Puchar Ameryki:
- 2007

Mistrzostwa Ameryki Południowej:
- 2009

Letnia Uniwersjada:
- 2011

Igrzyska Panamerykańskie:
- 2011
- 2019

Puchar Wielkich Mistrzów:
- 2013

Mistrzostwa Świata:
- 2014, 2018

Igrzyska Olimpijskie:
- 2016

## Nagrody indywidualne
- 2007: Najlepszy blokujący ligi brazylijskiej
- 2007: Najlepszy blokujący Pucharu Ameryki
- 2008: Wybór do najlepszej szóstki sezonu w Superlidze